# Nati nel 1976/Luglio
| Questa pagina contiene informazioni ricavate automaticamente dalle voci biografiche con l'ausilio del template Bio e di un bot. L'aggiornamento è periodico e automatico e ricostruisce completamente la pagina. Se manca una persona in questa lista, sei pregato di non aggiungerla, ma accertati piuttosto che la sua voce biografica contenga il template Bio e che i dati anagrafici siano correttamente compilati. Se il template Bio manca, inseriscilo tu stesso o, in alternativa, metti l'avviso {{tmp\|Bio}} che ne segnala la mancanza. Se i dati riportati sono sbagliati, correggi direttamente la voce biografica; le modifiche saranno visibili in questa lista entro pochi giorni. Per chiarimenti vedi il progetto biografie. La lista contiene solo le 336 persone che sono citate nell'enciclopedia e per le quali è stato implementato correttamente il template Bio. Pagina aggiornata al 2 ago 2025. |

- 1º luglio - Kellie Bright, attrice britannica
- 1º luglio - Oriol Junyent, ex cestista spagnolo
- 1º luglio - Patrick Kluivert, dirigente sportivo, allenatore di calcio e ex calciatore olandese
- 1º luglio - Andrea Mangiante, ex pallanuotista e allenatore di pallanuoto italiano
- 1º luglio - Revaz Mindorashvili, lottatore georgiano
- 1º luglio - Goran Nikolić, ex cestista montenegrino
- 1º luglio - Ruud van Nistelrooij, allenatore di calcio e ex calciatore olandese
- 1º luglio - Plies, rapper statunitense
- 1º luglio - Yoann Poulard, ex calciatore francese
- 1º luglio - Reinaldo Rosa dos Santos, ex calciatore brasiliano
- 1º luglio - Thomas Sadoski, attore statunitense
- 1º luglio - Israel Sheinfeld, ex cestista israeliano
- 1º luglio - Rigobert Song, allenatore di calcio e ex calciatore camerunese
- 1º luglio - Hannu Tihinen, ex calciatore finlandese
- 1º luglio - Tamer Tuna, allenatore di calcio e ex calciatore turco
- 1º luglio - Kristen Welker, giornalista e conduttrice televisiva statunitense
- 1º luglio - Szymon Ziółkowski, politico e ex martellista polacco
- 2 luglio - Simen Berntsen, ex saltatore con gli sci norvegese
- 2 luglio - Alfonso Bonafede, politico italiano
- 2 luglio - Paolo Bossoni, ex ciclista su strada italiano
- 2 luglio - Derya Büyükunçu, ex nuotatore turco
- 2 luglio - Steve Green, calciatore giamaicano
- 2 luglio - Georgi Aleksandrov Ivanov, dirigente sportivo, allenatore di calcio e ex calciatore bulgaro
- 2 luglio - Pavel Kučera, ex calciatore ceco
- 2 luglio - Laurent Lefèvre, ex ciclista su strada francese
- 2 luglio - Krisztián Lisztes, allenatore di calcio e ex calciatore ungherese
- 2 luglio - Pietro Marcello, regista e sceneggiatore italiano
- 2 luglio - Paul Meany, polistrumentista, cantante e produttore discografico statunitense
- 2 luglio - Brigitte Obermoser, ex sciatrice alpina austriaca
- 2 luglio - Alan Perathoner, ex sciatore alpino italiano
- 2 luglio - Tommy Pistol, attore pornografico e regista statunitense
- 2 luglio - Tomáš Vokoun, ex hockeista su ghiaccio ceco
- 2 luglio - Ľudovít Ódor, economista e politico slovacco
- 3 luglio - Andrea Barber, attrice statunitense
- 3 luglio - Fei-Fei Li, informatica statunitense
- 3 luglio - Shane Lynch, cantante irlandese
- 3 luglio - Sebastián Pena, ex calciatore argentino
- 3 luglio - Wanderlei Silva, artista marziale misto brasiliano
- 3 luglio - Bobby Skinstad, ex rugbista a 15 zimbabwese
- 3 luglio - Holger Wehlage, ex calciatore tedesco
- 3 luglio - Grant Wistrom, ex giocatore di football americano statunitense
- 4 luglio - Layne Beaubien, pallanuotista statunitense
- 4 luglio - Julius Bitok, ex maratoneta keniota
- 4 luglio - Marcel Jonker, attore, doppiatore e direttore del doppiaggio olandese
- 4 luglio - Daijirō Katō, pilota motociclistico giapponese († 2003)
- 4 luglio - Evgenija Medvedeva, ex fondista russa
- 4 luglio - Joan dos Santos Nunes, ex giocatore di calcio a 5 brasiliano
- 4 luglio - Salvatore Onelli, allenatore di pallamano e ex pallamanista italiano
- 4 luglio - Alessandro Ploner, sportivo italiano
- 4 luglio - Alessio Rimoldi, lunghista e golfista italiano
- 4 luglio - Marcelo Romero, allenatore di calcio e ex calciatore uruguaiano
- 4 luglio - Mayumi Yoshiyama, ex cestista giapponese
- 5 luglio - Çiğdem Can, ex pallavolista turca
- 5 luglio - Maurício Fernandes, ex calciatore brasiliano
- 5 luglio - Bizarre, rapper statunitense
- 5 luglio - Nuno Gomes, dirigente sportivo e ex calciatore portoghese
- 5 luglio - Hang Yin, biochimico statunitense
- 6 luglio - Cécile Argiolas, schermitrice francese
- 6 luglio - Ophélie David, ex sciatrice alpina e sciatrice freestyle ungherese
- 6 luglio - Sara De Angelis, politica italiana
- 6 luglio - Rory Delap, allenatore di calcio e ex calciatore inglese
- 6 luglio - Alana Evans, ex attrice pornografica statunitense
- 6 luglio - Bjarki Guðmundsson, ex calciatore islandese
- 6 luglio - Mali Harries, attrice gallese
- 6 luglio - Eszter Hortobágyi, pentatleta ungherese
- 6 luglio - Daniel Ibañes Caetano, allenatore di calcio a 5 e ex giocatore di calcio a 5 brasiliano
- 6 luglio - Modiri Marumo, allenatore di calcio e ex calciatore botswano
- 6 luglio - Gagan Thapa, politico e imprenditore nepalese
- 7 luglio - Bérénice Bejo, attrice argentina
- 7 luglio - Ron Cribb, ex rugbista a 15 neozelandese
- 7 luglio - Jonas Dal, allenatore di calcio e ex calciatore danese
- 7 luglio - Dominic Foley, calciatore irlandese
- 7 luglio - Veronica Gatto, conduttrice televisiva e giornalista italiana
- 7 luglio - Linda Gennari, attrice italiana
- 7 luglio - Evelyne Leu, ex sciatrice freestyle svizzera
- 7 luglio - Hamish Linklater, attore statunitense
- 7 luglio - Ercüment Olgundeniz, discobolo e pesista turco
- 7 luglio - Alessandro Palombi, politico italiano
- 7 luglio - Vasilij Ėduardovič Petrenko, direttore d'orchestra russo
- 7 luglio - Will Sheff, cantautore statunitense
- 7 luglio - Enrique Zúñiga, ex cestista e allenatore di pallacanestro messicano
- 8 luglio - Nadia Battain, ex cestista italiana
- 8 luglio - Jessy De Smet, cantante belga
- 8 luglio - Talal El Karkouri, allenatore di calcio e ex calciatore marocchino
- 8 luglio - Marco Fertonani, ex ciclista su strada italiano
- 8 luglio - Jo Sang-hyeon, allenatore di pallacanestro e ex cestista sudcoreano
- 8 luglio - Sergej Kazakov, pugile russo
- 8 luglio - Iyari Limon, attrice messicana
- 8 luglio - Ellen MacArthur, velista inglese
- 8 luglio - Lina Teoh, modella malese
- 8 luglio - Odile Vuillemin, attrice francese
- 8 luglio - David Wallace, ex rugbista a 15 irlandese
- 8 luglio - Wang Liping, ex marciatrice cinese
- 9 luglio - Adriano Barone, scrittore e sceneggiatore italiano
- 9 luglio - Chrīstos Charisīs, ex cestista greco
- 9 luglio - George Chuter, rugbista a 15 inglese
- 9 luglio - Thomas Cichon, allenatore di calcio e ex calciatore tedesco
- 9 luglio - Elliot Cowan, attore britannico
- 9 luglio - Emmanuelle Gagliardi, ex tennista svizzera
- 9 luglio - Nikola Jestratijević, ex cestista serbo
- 9 luglio - Jō Kanazawa, ex calciatore giapponese
- 9 luglio - Radike Samo, rugbista a 15 australiano
- 9 luglio - Fred Savage, attore, regista e produttore televisivo statunitense
- 9 luglio - Lady Coco, disc jockey italiana
- 9 luglio - Davide Sorrenti, fotografo italiano († 1997)
- 9 luglio - Jochem Uytdehaage, ex pattinatore di velocità su ghiaccio olandese
- 10 luglio - Wilfried Cretskens, ex ciclista su strada belga
- 10 luglio - Adam Croasdell, attore britannico
- 10 luglio - Edmílson, ex calciatore brasiliano
- 10 luglio - Ilaria Galassi, showgirl italiana
- 10 luglio - Ludovic Giuly, allenatore di calcio e ex calciatore francese
- 10 luglio - Adrian Grenier, attore, regista e musicista statunitense
- 10 luglio - Iker Iturbe, ex cestista spagnolo
- 10 luglio - Milan Kojić, ex calciatore canadese
- 10 luglio - Pino Maddaloni, judoka italiano
- 10 luglio - Şafak Pavey, politica, diplomatica e giornalista turca
- 10 luglio - José Francisco Ramírez, ex calciatore honduregno
- 10 luglio - Lars Ricken, dirigente sportivo e ex calciatore tedesco
- 10 luglio - Elissa Slotkin, politica statunitense
- 10 luglio - Gianluca Vitiello, conduttore radiofonico, regista e cantante italiano
- 11 luglio - Tihana Abrlić, ex cestista croata
- 11 luglio - Jacobo Díaz, ex tennista spagnolo
- 11 luglio - Petr Faldyna, ex calciatore ceco
- 11 luglio - Eduardo Nájera, ex cestista e allenatore di pallacanestro messicano
- 11 luglio - Alireza Rezaei, ex lottatore iraniano
- 12 luglio - Nohair Al-Shammari, ex calciatore kuwaitiano
- 12 luglio - Rafał Bigus, ex cestista polacco
- 12 luglio - Dan Boyle, hockeista su ghiaccio canadese
- 12 luglio - Anna Friel, attrice britannica
- 12 luglio - Guillaume Gille, ex pallamanista e allenatore di pallamano francese
- 12 luglio - Andrėj Michnevič, ex pesista bielorusso
- 12 luglio - Kyrsten Sinema, politica e avvocato statunitense
- 12 luglio - Tracie Spencer, cantante statunitense
- 12 luglio - Alison Wright, attrice inglese
- 13 luglio - Tom Bowman, ex rugbista a 15 australiano
- 13 luglio - Michele Capanna, pallanuotista italiano
- 13 luglio - Tudor Chiuariu, politico e avvocato rumeno
- 13 luglio - František Hadviger, ex calciatore slovacco
- 13 luglio - Chris Innes, ex calciatore scozzese
- 13 luglio - Kurniawan Dwi Yulianto, allenatore di calcio e ex calciatore indonesiano
- 13 luglio - Vincenzo Maenza, calciatore italiano
- 13 luglio - Kōhei Morita, ex calciatore giapponese
- 13 luglio - Pablo Rojas, giornalista italiano
- 13 luglio - Al Santos, attore e modello statunitense
- 13 luglio - Oleh Sencov, regista, scrittore e militare ucraino
- 13 luglio - Sheldon Souray, ex hockeista su ghiaccio canadese
- 13 luglio - Tang Jiali, ballerina e modella cinese
- 13 luglio - Diana Viktorovna Višnëva, danzatrice russa
- 14 luglio - Monique Covet, ex attrice pornografica ungherese
- 14 luglio - Petr Drobisz, allenatore di calcio e ex calciatore ceco
- 14 luglio - Julio Antonio Medina, allenatore di calcio e ex calciatore panamense
- 14 luglio - David Moreau, regista e sceneggiatore francese
- 14 luglio - Josh Pittman, ex cestista statunitense
- 14 luglio - Diego Rivarola, ex calciatore argentino
- 14 luglio - Kirsten Sheridan, regista, sceneggiatrice e montatrice irlandese
- 14 luglio - Curtis Staples, ex cestista statunitense
- 15 luglio - Marianna Barelli, ex canottiera italiana
- 15 luglio - Sandris Bērziņš, ex slittinista lettone
- 15 luglio - Héctor Canjura, ex calciatore salvadoregno
- 15 luglio - Marco Di Vaio, dirigente sportivo e ex calciatore italiano
- 15 luglio - Mohammad Ali Falahatinejad, sollevatore iraniano († 2017)
- 15 luglio - Gabriel Iglesias, comico e doppiatore statunitense
- 15 luglio - Jim Jones, rapper statunitense
- 15 luglio - Juan Francisco García García, allenatore di calcio e ex calciatore spagnolo
- 15 luglio - Diane Kruger, attrice e modella tedesca
- 15 luglio - Jana Lichnerová, ex cestista slovacca
- 15 luglio - Nicolle Payne, pallanuotista statunitense
- 16 luglio - Philemon Boit, ex maratoneta keniota
- 16 luglio - Guðni Rúnar Helgason, ex calciatore islandese
- 16 luglio - Bobby Lashley, wrestler e artista marziale misto statunitense
- 16 luglio - Elvir Ovčina, ex cestista bosniaco
- 16 luglio - Carlos Humberto Paredes, allenatore di calcio e ex calciatore paraguaiano
- 16 luglio - Michael Petkovic, ex calciatore australiano
- 16 luglio - Limbert Pizarro, calciatore boliviano
- 16 luglio - Lucas Pusineri, allenatore di calcio e ex calciatore argentino
- 16 luglio - Claudia Riegler, ex sciatrice alpina neozelandese
- 16 luglio - Anna Smashnova, ex tennista israeliana
- 16 luglio - Peter Van Der Heyden, ex calciatore belga
- 16 luglio - Alexandre de Freitas, allenatore di calcio e ex calciatore brasiliano
- 17 luglio - Luke Bryan, cantautore statunitense
- 17 luglio - Gino D'Acampo, cuoco e personaggio televisivo italiano
- 17 luglio - Dagmara Domińczyk, attrice polacca
- 17 luglio - Andrea Glass, ex tennista tedesca
- 17 luglio - Mohsin Harthi, ex calciatore saudita
- 17 luglio - Hisae Iwaoka, fumettista e artista giapponese
- 17 luglio - Nicola Sartori, ex canottiere italiano
- 17 luglio - Marcos Senna, dirigente sportivo e ex calciatore brasiliano
- 17 luglio - Anders Svensson, ex calciatore svedese
- 17 luglio - Giuseppe Trepiccione, montatore italiano
- 17 luglio - Eric Winter, attore statunitense
- 17 luglio - Dimităr Štilijanov, ex pugile bulgaro
- 18 luglio - Colby Buzzell, scrittore statunitense
- 18 luglio - Masako Chiba, maratoneta e mezzofondista giapponese
- 18 luglio - Valerie Cruz, attrice statunitense
- 18 luglio - Devis Da Canal, ex biatleta italiano
- 18 luglio - Fredrik Hermansson, tastierista svedese
- 18 luglio - Magnus Jernemyr, ex pallamanista svedese
- 18 luglio - Irene Montalà, attrice spagnola
- 18 luglio - Elsa Pataky, attrice, produttrice cinematografica e modella spagnola
- 18 luglio - Sigurvin Ólafsson, ex calciatore islandese
- 19 luglio - Benedict Cumberbatch, attore e doppiatore britannico
- 19 luglio - Gonzalo de los Santos, allenatore di calcio e ex calciatore uruguaiano
- 19 luglio - Yoshiaki Oiwa, cavaliere giapponese
- 19 luglio - Eric Prydz, disc jockey, musicista e produttore discografico svedese
- 19 luglio - Oleksandr Radčenko, calciatore ucraino († 2023)
- 19 luglio - Cosme Rivera, pugile messicano
- 19 luglio - Vinessa Shaw, attrice e modella statunitense
- 19 luglio - Jamel Thomas, scrittore e ex cestista statunitense
- 19 luglio - Marino Vanhoenacker, triatleta belga
- 20 luglio - Eduardo Arancibia, ex calciatore cileno
- 20 luglio - Terry Fair, ex giocatore di football americano statunitense
- 20 luglio - Ray Giroux, hockeista su ghiaccio canadese
- 20 luglio - Elina Hietamäki, ex fondista finlandese
- 20 luglio - Ragnar Jónasson, scrittore e giornalista islandese
- 20 luglio - Tamás Kásás, pallanuotista ungherese
- 20 luglio - Michal Kolomazník, ex calciatore ceco
- 20 luglio - Wojciech Kozub, ex biatleta polacco
- 20 luglio - Álvaro Molina, pilota motociclistico spagnolo
- 20 luglio - Katrina Pierson, attivista statunitense
- 20 luglio - Sophie Sandolo, golfista francese
- 20 luglio - Andrew Stockdale, cantante e chitarrista australiano
- 20 luglio - Alex Yoong, ex pilota automobilistico malese
- 21 luglio - Cori Bush, politica statunitense
- 21 luglio - David Eby, politico canadese
- 21 luglio - Vahid Hashemian, ex calciatore iraniano
- 21 luglio - Yoshikiyo Kuboyama, ex calciatore giapponese
- 21 luglio - Tat'jana Lebedeva, triplista e lunghista russa
- 21 luglio - Branko Milisavljević, ex cestista e allenatore di pallacanestro serbo
- 21 luglio - Jaime Murray, attrice britannica
- 21 luglio - Anita Nall, ex nuotatrice statunitense
- 21 luglio - Timisoara Pinto, giornalista e conduttrice radiofonica italiana
- 21 luglio - Manfredi Potenti, politico italiano
- 21 luglio - Rosario Rosanova, personaggio televisivo italiano
- 21 luglio - Claire Williams, imprenditrice britannica
- 22 luglio - Karen Cliche, attrice canadese
- 22 luglio - Papy Kimoto, ex calciatore della Repubblica Democratica del Congo
- 22 luglio - Kokia, cantante giapponese
- 22 luglio - Marco Maccarini, conduttore televisivo e conduttore radiofonico italiano
- 22 luglio - Nina Morić, supermodella, showgirl e personaggio televisivo croata
- 22 luglio - Janek Tombak, ex ciclista su strada estone
- 23 luglio - Judith Arndt, ex ciclista su strada e pistard tedesca
- 23 luglio - Tony Bevilacqua, musicista e chitarrista statunitense
- 23 luglio - Matt Birk, ex giocatore di football americano statunitense
- 23 luglio - Brian Carney, rugbista a 13, rugbista a 15 e giornalista irlandese
- 23 luglio - Andrea Cavaletto, sceneggiatore e fumettista italiano
- 23 luglio - Stephanie Grisham, funzionaria statunitense
- 23 luglio - Péter Halász, compositore, musicista e direttore d'orchestra ungherese
- 23 luglio - Daniel Demetrio Hernández, allenatore di calcio e ex calciatore statunitense
- 23 luglio - Jörg Jaksche, ex ciclista su strada tedesco
- 23 luglio - Juan Gutiérrez Moreno, ex calciatore spagnolo
- 23 luglio - Judit Polgár, scacchista ungherese
- 23 luglio - Tal Sondak, cantante israeliano
- 23 luglio - Ralph Stöckli, giocatore di curling svizzero
- 23 luglio - Natalija Tereščenko, ex biatleta ucraina
- 24 luglio - Chris Ahrens, ex canottiere statunitense
- 24 luglio - Rafer Alston, ex cestista statunitense
- 24 luglio - Stefano Bellè, allenatore di calcio e ex calciatore italiano
- 24 luglio - Ivan Cichan, martellista e dirigente sportivo bielorusso
- 24 luglio - Davorin Dalipagić, ex cestista serbo
- 24 luglio - Grégory Gadebois, attore francese
- 24 luglio - Ryūji Kubota, ex calciatore giapponese
- 24 luglio - Tiago Monteiro, pilota automobilistico portoghese
- 24 luglio - Julija Naval'naja, economista e politica russa
- 24 luglio - Geert den Ouden, ex calciatore olandese
- 24 luglio - Toni Piispanen, ex karateka e atleta paralimpico finlandese
- 24 luglio - Stéphane Rideau, attore francese
- 24 luglio - Aleksej Selivërstov, bobbista russo
- 24 luglio - Romana Tedjakusuma, ex tennista indonesiana
- 24 luglio - Rashida Tlaib, politica statunitense
- 25 luglio - Graham Bencini, ex calciatore maltese
- 25 luglio - Gergana Brănzova, ex cestista bulgara
- 25 luglio - Davide Cabassi, pianista italiano
- 25 luglio - Gianclaudio Cappai, regista e sceneggiatore italiano
- 25 luglio - Nikita Denise, ex attrice pornografica ceca
- 25 luglio - Venio Losert, allenatore di pallamano e ex pallamanista croato
- 25 luglio - Bechara Oliveira, ex calciatore brasiliano
- 25 luglio - Tera Patrick, ex attrice pornografica, produttrice cinematografica e modella statunitense
- 25 luglio - Bianca Urban, ex cestista rumena
- 26 luglio - Akab, fumettista e regista italiano († 2019)
- 26 luglio - Jorge Casanova, allenatore di calcio e ex calciatore uruguaiano
- 26 luglio - Diaz, rapper norvegese
- 26 luglio - Martina Dlabajová, politica ceca
- 26 luglio - Danny Ortiz, calciatore guatemalteco († 2004)
- 26 luglio - Pável Pardo, ex calciatore messicano
- 26 luglio - Limbert Pérez, ex calciatore honduregno
- 26 luglio - Martha Roby, politica e avvocato statunitense
- 26 luglio - Alice Taglioni, attrice francese
- 26 luglio - Ignacio Varchausky, contrabbassista, produttore discografico e scrittore argentino
- 26 luglio - Karolina Wisniewska, ex sciatrice alpina canadese
- 27 luglio - Marcos Assunção, ex calciatore brasiliano
- 27 luglio - Ryan Michelle Bathe, attrice statunitense
- 27 luglio - Seamus Dever, attore statunitense
- 27 luglio - Alessandro Furnari, politico italiano
- 27 luglio - Michele Gallegra, ex sciatore nautico italiano
- 27 luglio - Susanne Georgi, cantante danese
- 27 luglio - Maren Günter, ex sciatrice alpina tedesca
- 27 luglio - Demis Hassabis, neuroscienziato, imprenditore e scacchista britannico
- 27 luglio - Mwadi Mabika, ex cestista della Repubblica Democratica del Congo
- 27 luglio - Miesha McKelvy-Jones, ex ostacolista statunitense
- 27 luglio - Andrés Núñez, ex calciatore costaricano
- 27 luglio - Zaur Ramazanov, ex calciatore e ex giocatore di calcio a 5 azero
- 27 luglio - Fernando Ricksen, calciatore olandese († 2019)
- 27 luglio - Anna Tabacchi, ex pattinatrice artistica su ghiaccio italiana
- 28 luglio - Huma Abedin, politica statunitense
- 28 luglio - Nicola Acunzo, attore e politico italiano
- 28 luglio - Ondřej Cibulka, nuotatore artistico ceco
- 28 luglio - Iker Flores, ex ciclista su strada spagnolo
- 28 luglio - Jóhannes Harðarson, allenatore di calcio e ex calciatore islandese
- 28 luglio - Stefano Lombardi, allenatore di calcio e ex calciatore italiano
- 28 luglio - Meng Jie, schermitrice cinese
- 28 luglio - Lidia Mirchandani, ex cestista spagnola
- 28 luglio - Kai Schumann, attore tedesco
- 28 luglio - Jacoby Shaddix, cantante statunitense
- 28 luglio - Sibel Taşçıoğlu, attrice e doppiatrice turca
- 29 luglio - Lukáš Jarolím, ex calciatore ceco
- 29 luglio - Hasan Kacić, allenatore di calcio e ex calciatore croato
- 29 luglio - Federico Mena, informatico messicano
- 29 luglio - Ansu Sesay, ex cestista statunitense
- 29 luglio - Fernando de Ornelas, allenatore di calcio e ex calciatore venezuelano
- 30 luglio - Patrick Adami, ex hockeista su ghiaccio svizzero
- 30 luglio - Nikolai Kinski, attore francese
- 30 luglio - Dmitrij Lakamov, ex giocatore di calcio a 5 kazako
- 30 luglio - Daniil Markov, ex hockeista su ghiaccio russo
- 30 luglio - Ville Niinistö, politico finlandese
- 30 luglio - Leon Jay Williams, attore e cantante singaporiano
- 31 luglio - Yamba Asha, ex calciatore angolano
- 31 luglio - Jgor Barbazza, attore italiano
- 31 luglio - Diego De Ascentis, ex calciatore italiano
- 31 luglio - Shigenori Hagimura, ex calciatore giapponese
- 31 luglio - Louise Jöhncke, ex nuotatrice svedese
- 31 luglio - Salvatore Lanna, allenatore di calcio e ex calciatore italiano
- 31 luglio - Loris Mularoni, ex judoka sammarinese
- 31 luglio - Maksim Ramaščanka, allenatore di calcio e ex calciatore ucraino
- 31 luglio - Jerónimo Vidal, pilota motociclistico spagnolo
- 31 luglio - Paulo Wanchope, allenatore di calcio e ex calciatore costaricano
- 31 luglio - Iwao Yamane, ex calciatore giapponese